# Élections législatives de 1962 dans le Rhône
Les élections législatives françaises de 1962 se déroulent les 18 et 25 novembre 1962. Dans le département du Rhône, dix députés sont à élire dans le cadre de dix circonscriptions.

## Élus
| Circonscription | Député sortant                                   | Parti | Parti   | Député élu ou réélu  | Parti | Parti   |
| --------------- | ------------------------------------------------ | ----- | ------- | -------------------- | ----- | ------- |
| 1re             | Jean Miriot                                      |       | UNR     | René Caille          |       | UNR-UDT |
| 2e              | Henri Collomb                                    |       | CNIP    | Henri Guillermin     |       | UNR-UDT |
| 3e              | Charles Béraudier suplléant de Jacques Soustelle |       | UNR     | Édouard Charret      |       | UNR-UDT |
| 4e              | Guy Jarrosson                                    |       | CNIP    | Maurice Herzog       |       | UNR-UDT |
| 5e              | Roger Fulchiron                                  |       | CNIP    | Henri Gorce-Franklin |       | UNR-UDT |
| 6e              | Édouard Charret                                  |       | UNR     | Marcel Houël         |       | PCF     |
| 7e              | Philippe Danilo                                  |       | UNR     | Philippe Danilo      |       | UNR-UDT |
| 8e              | Joseph Charvet                                   |       | CNIP    | Joseph Charvet       |       | CNIP    |
| 9e              | Joseph Rivière                                   |       | Modérés | Joseph Rivière       |       | MRP     |
| 10e             | Louis Bréchard                                   |       | CNIP    | Charles Germain      |       | Modérés |

## Résultats

### Résultats à l'échelle du département
| Parti          | Parti                                          | Premier tour | Premier tour | Second tour | Second tour | Sièges |
| Parti          | Parti                                          | Voix         | %            | Voix        | %           | Sièges |
| -------------- | ---------------------------------------------- | ------------ | ------------ | ----------- | ----------- | ------ |
|                | Union pour la nouvelle République (UDT)        | 127 601      | 34,36        | 161 324     | 45,75       | 6      |
|                | Divers droite (gaulliste)                      | 2 710        | 0,73         | Retrait     | Retrait     | 0      |
|                | Modérés                                        | 2 298        | 0,62         | Retrait     | Retrait     | 0      |
|                | Majorité présidentielle                        | 132 609      | 35,61        | 161 324     | 45,75       | 6      |
|                |                                                |              |              |             |             |        |
|                | Centre national des indépendants et paysans    | 59 339       | 15,93        | 41 171      | 11,68       | 1      |
|                | Mouvement républicain populaire                | 30 582       | 8,21         | Retrait     | Retrait     | 1      |
|                | Modérés                                        | 8 431        | 2,26         | 15 829      | 4,49        | 1      |
|                | Centre démocratique                            | 98 352       | 26,41        | 33 801      | 19,68       | 3      |
|                |                                                |              |              |             |             |        |
|                | Parti communiste français                      | 73 339       | 19,69        | 58 345      | 16,55       | 1      |
|                | Parti radical                                  | 31 222       | 8,38         | 55 381      | 15,71       | 0      |
|                | Section française de l'Internationale ouvrière | 25 498       | 6,85         | 20 561      | 5,83        | 0      |
|                | Parti socialiste unifié                        | 7 066        | 1,90         | Retrait     | Retrait     | 0      |
|                | Extrême droite                                 | 4 333        | 1,16         |             |             | 0      |
|                |                                                |              |              |             |             |        |
| Inscrits       | Inscrits                                       | 607 780      | 100,00       | 564 414     | 100,00      | 10     |
| Abstentions    | Abstentions                                    | 224 374      | 36,92        | 201 992     | 35,79       |        |
| Votants        | Votants                                        | 383 406      | 63,08        | 362 422     | 64,21       |        |
| Blancs et nuls | Blancs et nuls                                 | 10 987       | 2,87         | 9 811       | 2,71        |        |
| Exprimés       | Exprimés                                       | 372 419      | 97,13        | 352 611     | 97,29       |        |

### Résultats par circonscription

#### Première circonscription (Lyon, Bellecour - Montchat)
| Candidat       | Candidat            | Parti          | Premier tour | Premier tour | Second tour | Second tour |  |
| Candidat       | Candidat            | Parti          | Voix         | %            | Voix        | %           |  |
| -------------- | ------------------- | -------------- | ------------ | ------------ | ----------- | ----------- |  |
|                | René Caille élu     | UNR-UDT        | 12 300       | 32,34        | 17 515      | 45,07       |  |
|                | Camille Robard      | PCF            | 8 643        | 22,72        | 11 812      | 30,39       |  |
|                | Jean Miriot sortant | diss. UNR-UDT  | 5 087        | 13,37        | 9 536       | 24,54       |  |
|                | Florimond Gisclon   | SFIO           | 4 873        | 12,81        | Retrait     | Retrait     |  |
|                | Félix Rollet        | CNIP           | 4 016        | 10,56        | Retrait     | Retrait     |  |
|                | Henri Pallière      | MRP            | 2 362        | 6,21         | Retrait     | Retrait     |  |
|                | Xavier Dugoujon     | Extrême droite | 754          | 1,98         |             |             |  |
|                |                     |                |              |              |             |             |  |
| Inscrits       | Inscrits            | Inscrits       | 63 007       | 100,00       | 63 007      | 100,00      |  |
| Abstentions    | Abstentions         | Abstentions    | 24 078       | 38,21        | 22 918      | 36,37       |  |
| Votants        | Votants             | Votants        | 38 929       | 61,79        | 40 089      | 63,63       |  |
| Blancs et nuls | Blancs et nuls      | Blancs et nuls | 894          | 2,3          | 1 226       | 3,06        |  |
| Exprimés       | Exprimés            | Exprimés       | 38 035       | 97,7         | 38 863      | 96,94       |  |

#### Deuxième circonscription (Lyon, Vieux Lyon - Fourvière - Les Brotteaux)
| Candidat       | Candidat              | Parti          | Premier tour | Premier tour | Second tour | Second tour |  |
| Candidat       | Candidat              | Parti          | Voix         | %            | Voix        | %           |  |
| -------------- | --------------------- | -------------- | ------------ | ------------ | ----------- | ----------- |  |
|                | Henri Guillermin élu  | UNR-UDT        | 10 538       | 38,87        | 13 961      | 50,4        |  |
|                | Henri Collomb sortant | CNIP           | 5 602        | 20,66        | 6 171       | 22,28       |  |
|                | Paulette Charvenet    | PCF            | 4 593        | 16,94        | Retrait     | Retrait     |  |
|                | Jean Salles           | MRP            | 3 220        | 11,88        | Retrait     | Retrait     |  |
|                | Charles Hernu         | Radsoc (SFIO)  | 3 157        | 11,65        | 7 569       | 27,32       |  |
|                |                       |                |              |              |             |             |  |
| Inscrits       | Inscrits              | Inscrits       | 45 059       | 100,00       | 45 059      | 100,00      |  |
| Abstentions    | Abstentions           | Abstentions    | 17 357       | 38,52        | 16 674      | 37          |  |
| Votants        | Votants               | Votants        | 27 702       | 61,48        | 28 385      | 63          |  |
| Blancs et nuls | Blancs et nuls        | Blancs et nuls | 592          | 2,14         | 684         | 2,41        |  |
| Exprimés       | Exprimés              | Exprimés       | 27 110       | 97,86        | 27 701      | 97,59       |  |

#### Troisième circonscription (Lyon, La Croix-Rousse - Les Terreaux)
| Candidat       | Candidat                  | Parti          | Premier tour | Premier tour | Second tour | Second tour |  |
| Candidat       | Candidat                  | Parti          | Voix         | %            | Voix        | %           |  |
| -------------- | ------------------------- | -------------- | ------------ | ------------ | ----------- | ----------- |  |
|                | Édouard Charret élu       | UNR-UDT        | 12 397       | 38,54        | 17 242      | 54,49       |  |
|                | Joannès Ambre             | Radsoc         | 5 241        | 16,29        | Retrait     | Retrait     |  |
|                | Germaine Gacon            | PCF            | 5 200        | 16,17        | 7 409       | 23,41       |  |
|                | Charles Béraudier sortant | diss. UNR-UDT  | 4 255        | 13,23        | 6 993       | 22,1        |  |
|                | Pol Joatton               | MRP            | 2 777        | 8,63         | Retrait     | Retrait     |  |
|                | Marcel Diserens           | Modérés        | 2 298        | 7,14         | Retrait     | Retrait     |  |
|                |                           |                |              |              |             |             |  |
| Inscrits       | Inscrits                  | Inscrits       | 54 412       | 100,00       | 54 612      | 100,00      |  |
| Abstentions    | Abstentions               | Abstentions    | 21 380       | 39,29        | 21 469      | 39,31       |  |
| Votants        | Votants                   | Votants        | 33 032       | 60,71        | 33 143      | 60,69       |  |
| Blancs et nuls | Blancs et nuls            | Blancs et nuls | 864          | 2,62         | 1 499       | 4,52        |  |
| Exprimés       | Exprimés                  | Exprimés       | 32 168       | 97,38        | 31 644      | 95,48       |  |

#### Quatrième circonscription (Lyon, Bellecombe - La Part-Dieu)
| Candidat       | Candidat              | Parti          | Premier tour | Premier tour | Second tour | Second tour |  |
| Candidat       | Candidat              | Parti          | Voix         | %            | Voix        | %           |  |
| -------------- | --------------------- | -------------- | ------------ | ------------ | ----------- | ----------- |  |
|                | Maurice Herzog élu    | UNR-UDT        | 19 726       | 45,71        | 24 600      | 56,61       |  |
|                | Guy Jarrosson sortant | CNIP           | 11 348       | 26,3         | 10 937      | 25,17       |  |
|                | Marcelle Clerc-Girard | PCF            | 6 519        | 15,11        | 7 921       | 18,23       |  |
|                | Albert Ladret         | SFIO           | 5 562        | 12,89        | Retrait     | Retrait     |  |
|                |                       |                |              |              |             |             |  |
| Inscrits       | Inscrits              | Inscrits       | 71 460       | 100,00       | 71 460      | 100,00      |  |
| Abstentions    | Abstentions           | Abstentions    | 27 513       | 38,5         | 26 985      | 37,76       |  |
| Votants        | Votants               | Votants        | 43 947       | 61,5         | 44 475      | 62,24       |  |
| Blancs et nuls | Blancs et nuls        | Blancs et nuls | 792          | 1,8          | 1 017       | 2,29        |  |
| Exprimés       | Exprimés              | Exprimés       | 43 155       | 98,2         | 43 458      | 97,71       |  |

#### Cinquième circonscription (Lyon, La Guillotière - Gerland)
| Candidat       | Candidat                 | Parti          | Premier tour | Premier tour | Second tour | Second tour |  |
| Candidat       | Candidat                 | Parti          | Voix         | %            | Voix        | %           |  |
| -------------- | ------------------------ | -------------- | ------------ | ------------ | ----------- | ----------- |  |
|                | Henri Gorce-Franklin élu | UNR-UDT        | 12 553       | 37,61        | 16 260      | 46,87       |  |
|                | Roger Fulchiron sortant  | CNIP           | 8 236        | 24,67        | 7 668       | 22,1        |  |
|                | Marcel Ruby              | Radsoc (SFIO)  | 6 506        | 19,49        | 10 763      | 31,03       |  |
|                | Germaine Rey             | PCF            | 6 084        | 18,23        | Retrait     | Retrait     |  |
|                |                          |                |              |              |             |             |  |
| Inscrits       | Inscrits                 | Inscrits       | 58 462       | 100,00       | 58 462      | 100,00      |  |
| Abstentions    | Abstentions              | Abstentions    | 24 291       | 41,55        | 22 962      | 39,28       |  |
| Votants        | Votants                  | Votants        | 34 171       | 58,45        | 35 500      | 60,72       |  |
| Blancs et nuls | Blancs et nuls           | Blancs et nuls | 792          | 2,32         | 809         | 2,28        |  |
| Exprimés       | Exprimés                 | Exprimés       | 33 379       | 97,68        | 34 691      | 97,72       |  |

#### Sixième circonscription (Villeurbanne)
| Candidat       | Candidat         | Parti                     | Premier tour | Premier tour | Second tour | Second tour |  |
| Candidat       | Candidat         | Parti                     | Voix         | %            | Voix        | %           |  |
| -------------- | ---------------- | ------------------------- | ------------ | ------------ | ----------- | ----------- |  |
|                | Marcel Houël élu | PCF                       | 17 613       | 34,28        | 20 869      | 37,86       |  |
|                | Étienne Gagnaire | SFIO                      | 15 063       | 29,32        | 20 561      | 37,3        |  |
|                | David Rousset    | UNR-UDT                   | 14 263       | 27,76        | 13 689      | 24,84       |  |
|                | André Louison    | Divers droite (Gaulliste) | 2 710        | 5,27         | Retrait     | Retrait     |  |
|                | Jacques Monin    | UFF                       | 1 727        | 3,36         |             |             |  |
|                |                  |                           |              |              |             |             |  |
| Inscrits       | Inscrits         | Inscrits                  | 85 626       | 100,00       | 85 623      | 100,00      |  |
| Abstentions    | Abstentions      | Abstentions               | 33 082       | 38,64        | 29 649      | 34,63       |  |
| Votants        | Votants          | Votants                   | 52 544       | 61,36        | 55 974      | 65,37       |  |
| Blancs et nuls | Blancs et nuls   | Blancs et nuls            | 1 168        | 2,22         | 855         | 1,53        |  |
| Exprimés       | Exprimés         | Exprimés                  | 51 376       | 97,78        | 55 119      | 98,47       |  |

#### Septième circonscription (Saint-Genis-Laval)
| Candidat       | Candidat                      | Parti          | Premier tour | Premier tour | Second tour | Second tour |  |
| Candidat       | Candidat                      | Parti          | Voix         | %            | Voix        | %           |  |
| -------------- | ----------------------------- | -------------- | ------------ | ------------ | ----------- | ----------- |  |
|                | Philippe Danilo sortant réélu | UNR-UDT        | 23 835       | 42,88        | 30 160      | 54,5        |  |
|                | Frédéric Dugoujon             | Radsoc         | 9 477        | 17,05        | 25 177      | 45,5        |  |
|                | Maurice Jacquin               | PCF            | 9 398        | 16,91        | Retrait     | Retrait     |  |
|                | Jacques Berger                | CNIP           | 7 602        | 13,67        | Retrait     | Retrait     |  |
|                | Raoul Chamarie                | PSU            | 5 279        | 9,5          | Retrait     | Retrait     |  |
|                |                               |                |              |              |             |             |  |
| Inscrits       | Inscrits                      | Inscrits       | 84 607       | 100,00       | 84 602      | 100,00      |  |
| Abstentions    | Abstentions                   | Abstentions    | 27 796       | 32,85        | 27 587      | 32,61       |  |
| Votants        | Votants                       | Votants        | 56 811       | 67,15        | 57 015      | 67,39       |  |
| Blancs et nuls | Blancs et nuls                | Blancs et nuls | 1 220        | 2,15         | 1 678       | 2,94        |  |
| Exprimés       | Exprimés                      | Exprimés       | 55 591       | 97,85        | 55 337      | 97,06       |  |

#### Huitième circonscription (Givors)
| Candidat       | Candidat                     | Parti          | Premier tour | Premier tour | Second tour | Second tour |  |
| Candidat       | Candidat                     | Parti          | Voix         | %            | Voix        | %           |  |
| -------------- | ---------------------------- | -------------- | ------------ | ------------ | ----------- | ----------- |  |
|                | Joseph Charvet sortant réélu | CNIP           | 13 182       | 35,2         | 16 395      | 43,03       |  |
|                | Paul Vallon                  | PCF            | 9 250        | 24,7         | 10 334      | 27,13       |  |
|                | Paul Chenevat                | UNR-UDT        | 9 223        | 24,63        | 11 368      | 29,84       |  |
|                | Charles Bugnet               | MRP            | 3 942        | 10,53        | Retrait     | Retrait     |  |
|                | Bernard Lataste              | Extrême droite | 1 852        | 4,95         |             |             |  |
|                |                              |                |              |              |             |             |  |
| Inscrits       | Inscrits                     | Inscrits       | 55 953       | 100,00       | 55 943      | 100,00      |  |
| Abstentions    | Abstentions                  | Abstentions    | 17 127       | 30,61        | 16 760      | 29,96       |  |
| Votants        | Votants                      | Votants        | 38 826       | 69,39        | 39 183      | 70,04       |  |
| Blancs et nuls | Blancs et nuls               | Blancs et nuls | 1 377        | 3,55         | 1 086       | 2,77        |  |
| Exprimés       | Exprimés                     | Exprimés       | 37 449       | 96,45        | 38 097      | 97,23       |  |

#### Neuvième circonscription (Tarare)
|                | Joseph Rivière sortant réélu | MRP            | 18 281 | 63,34  |  |  |  |
|                | Paul Girard                  | CNIP           | 4 166  | 14,43  |  |  |  |
|                | Jules Chauran                | PCF            | 3 143  | 10,89  |  |  |  |
|                | Roger Chevalier              | PSU            | 1 787  | 6,19   |  |  |  |
|                | Georges Gavarri              | Radsoc         | 1 485  | 5,15   |  |  |  |
|                |                              |                |        |        |  |  |  |
| Inscrits       | Inscrits                     | Inscrits       | 43 446 | 100,00 |  |  |  |
| Abstentions    | Abstentions                  | Abstentions    | 13 603 | 31,31  |  |  |  |
| Votants        | Votants                      | Votants        | 29 843 | 68,69  |  |  |  |
| Blancs et nuls | Blancs et nuls               | Blancs et nuls | 981    | 3,29   |  |  |  |
| Exprimés       | Exprimés                     | Exprimés       | 28 862 | 96,71  |  |  |  |

#### Dixième circonscription (Villefranche-sur-Saône)
| Candidat       | Candidat               | Parti          | Premier tour | Premier tour | Second tour | Second tour |  |
| Candidat       | Candidat               | Parti          | Voix         | %            | Voix        | %           |  |
| -------------- | ---------------------- | -------------- | ------------ | ------------ | ----------- | ----------- |  |
|                | Charles Germain élu    | Modérés (MRP)  | 8 431        | 33,33        | 15 829      | 57,14       |  |
|                | Joseph Rosselli        | Radsoc         | 5 356        | 21,17        | 11 872      | 42,86       |  |
|                | Louis Bréchard sortant | CNIP           | 5 187        | 20,51        | Retrait     | Retrait     |  |
|                | Louis Orizet           | UNR-UDT        | 3 424        | 13,54        | Retrait     | Retrait     |  |
|                | Georges Chuitel        | PCF            | 2 896        | 11,45        | Retrait     | Retrait     |  |
|                |                        |                |              |              |             |             |  |
| Inscrits       | Inscrits               | Inscrits       | 45 748       | 100,00       | 45 646      | 100,00      |  |
| Abstentions    | Abstentions            | Abstentions    | 18 147       | 39,67        | 16 988      | 37,22       |  |
| Votants        | Votants                | Votants        | 27 601       | 60,33        | 28 658      | 62,78       |  |
| Blancs et nuls | Blancs et nuls         | Blancs et nuls | 2 307        | 8,36         | 957         | 3,34        |  |
| Exprimés       | Exprimés               | Exprimés       | 25 294       | 91,64        | 27 701      | 96,66       |  |